# 安杜洛
安杜洛（Andulo）是位於安哥拉中部的市鎮，由比耶省負責管轄，東鄰恩哈里亞，面積10,845平方公里，2011年該市鎮人口311,544，人口密度每平方公里29人。